# Бельянинов, Андрей Юрьевич

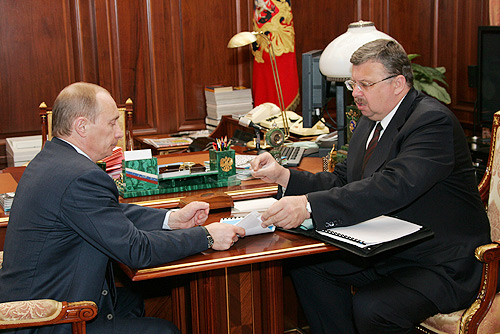
Доклад Бельянинова президенту В. В. Путину. Кремль, март 2008 г.

Андре́й Ю́рьевич Бельяни́нов (род. 14 июля 1957, Москва, СССР) — российский государственный деятель. Руководитель Федеральной таможенной службы России (2006—2016). Действительный государственный советник таможенной службы Российской Федерации (2007). Доктор экономических наук, доктор политических наук, Заслуженный экономист Российской Федерации. Председатель Правления Евразийского банка развития (ЕАБР) (2017—2020).
Генеральный секретарь Ассамблеи Народов Мира (2025).

## Биография
В детстве снялся в роли Юры — младшего сына врача-акушера Петра Бондаренко — в фильме Евгения Карелова «Дети Дон Кихота». Его первая учительница вспоминала: «В школе он учился хорошо, но отличником не был, примерным учеником — тоже, по поведению у него всегда было „удовлетворительно“. В злостных хулиганах не числился, но мог пошкодить — подножку кому-то подставить или ещё что…».
«Всегда был большой, толстый и добрый», — характеризовала его одноклассница, сидевшая с ним за одной партой.
Окончил Московский институт народного хозяйства им. Г. В. Плеханова (1978). После института был приглашён на работу в Первое главное управление КГБ СССР, занимавшееся внешней разведкой. Работал в ряде зарубежных стран, во второй половине 1980-х был сотрудником посольства СССР в ГДР. По утверждению некоторых СМИ, во время работы в ГДР он познакомился с Владимиром Путиным.
В 1991 году уволился из органов, занялся бизнесом. В 1992—1994 годах — заместитель председателя правления «РЭА-банка».
В 1994 году окончил Академию народного хозяйства при Правительстве Российской Федерации.
В 1994—1999 — первый заместитель председателя, затем председатель правления «Новикомбанка».
С декабря 1999 года — заместитель генерального директора ФГУП «Промэкспорт».
С 4 ноября 2000 года, после слияния «Промэкспорта» и «Росвооружения» в «Рособоронэкспорт», стал генеральным директором новой структуры.
С 8 апреля 2004 года по 11 мая 2006 года — директор Федеральной службы по оборонному заказу.
С 29 мая 2017 года — генеральный секретарь Ассамблеи народов Евразии.
С 1 декабря 2017 года по 29 июня 2020 года — председатель правления Евразийского банка развития.
С 28 мая 2025 года — генеральный секретарь Ассамблеи Народов Мира.

### В Федеральной таможенной службе
С 12 мая 2006 года по 28 июля 2016 года — руководитель Федеральной таможенной службы.
Итоги работы Бельянинова в ФТС России за 10 лет и, в частности, его попытки совершенствовать таможенное администрирование экспертами признаны не слишком удачными. Характеризуя атмосферу и стиль работы ФТС России при Бельянинове, они отмечали уверенность сотрудников в несменяемости руководства ведомства и сложившихся в нём негласных понятий и правил. В жалобах, адресованных депутатам Госдумы, отмечалось, что в ряде регионов подчинённые Бельянинова рассылали основным таможенным брокерам список презентов, которые чиновники ФТС России желали бы получить к Дню таможенника.
Прощаясь с коллективом ФТС России и представляя своего преемника Владимира Булавина, Бельянинов выразил надежду на продолжение карьеры на государственной службе.

### Скандал с обыском
26 июля 2016 года в загородном доме Бельянинова сотрудники ФСБ России провели обыск. Видеосъёмка обыска сразу попала в СМИ, что вызвало недовольство президента РФ Владимира Владимировича Путина. Позже, в Послании к Федеральному Собранию России, Путин отметил, что борьба с коррупцией — это не шоу, а следственные органы нередко грешат практикой «поднимать информационный шум вокруг так называемых резонансных случаев». 23 декабря 2016 года Путин назвал вброс в СМИ опозоривших чиновника телекадров обыска в его доме, устроенный сотрудниками ФСБ России, сопровождавшими следственную группу, — недопустимым.
При обыске у Бельянинова найдены крупные денежные средства: около 10 миллионов руб., 400 тыс. долларов и 300 тыс. евро, а также коллекция дорогих ручек и старинных картин. Всё это Бельянинов объявил своими накоплениями, которые он начал делать, ещё работая в бизнесе. В этот же день Бельянинов, остающийся в статусе свидетеля по уголовному делу о контрабанде, написал заявление об увольнении. Через 2 дня отставка была принята Председателем Правительства РФ Дмитрием Медведевым. Сотрудники ФСБ России и других финансовых органов проверили происхождение этих денег и подтвердили законность их получения. Затем все изъятые деньги и ценности на общую сумму около 100 млн рублей были возвращены Бельянинову, а в конце 2016 года Путиным ему предложена новая должность. «В результате скандального обыска в доме председателя ФТС Андрея Бельянинова должностей лишились более десятка высокопоставленных силовиков. Генерал Феоктистов оказался в их числе» — писала Новая газета о ситуации.

### Дальнейшая карьера
С 1 декабря 2017 года назначен председателем правления Евразийского банка развития. В 2020 году подал в отставку в связи с назначением на эту должность Николая Подгузова.
С 2018 года — генеральный секретарь Международного союза неправительственных организаций «Ассамблея народов Евразии».

6 июня 2023 года на XIV Международном IT-Форуме который проходил в Ханты-Мансийске Бельянинов начал свою речь со слов «Айтишники, вы социально-недоразвитые, — обратился он к специалистам, собравшимся в зале. Затем Бельянинов сразу же извинился, отметив, что «обострил» намеренно,  чтобы вызвать реакцию в зале. Но тут же продолжил в еще более «остром» ключе.
«Вы уважаемые люди, у вас очень короткий продуктивный период, так же как у спортсменов-профессионалов, — сказал Бельянинов. — Очень много талантливых людей. Вы достигаете успехов, в значительной степени и материальных успехов. Но насколько я знаю, будучи профессиональным финансистом, деньги имеют свойство заканчиваться. А что дальше? Ведь не все в Биллы Гейцы выбиваются и в Илоны Маски»
19 июля 2024 года назначен на должность генерального директора Евразийского рейтингового агентства (ЕРА).

## Семья
Женат, имеет двоих детей.
Семья Бельянинова живёт в деревне Бачурино в Новой Москве. Особняк площадью 1500 м² оценивается в 200 млн рублей.
В октябре 2018 года на особняк Бельянинова было совершено разбойное нападение. Вооружённый грабитель в маске, напугав чиновника и его жену, похитил более 15 млн руб., около 10 тыс. долларов и 30 коллекционных золотых монет.

## Награды
- Орден Дружбы[29]
- Заслуженный экономист Российской Федерации
- Почётная грамота Правительства Российской Федерации (2 ноября 2009) — за заслуги в реализации государственной таможенной политики и многолетний добросовестный труд[29][30]
- Благодарность Правительства Российской Федерации (14 июля 2007) — за заслуги в обеспечении экономической безопасности Российской Федерации и многолетнюю добросовестную службу[31]
- Именное огнестрельное оружие — Пистолет Макарова (Кыргызстан, 5 октября 2002) — за большой личный вклад в дело укрепления безопасности Кыргызской Республики[32]
- Орден «Данакер» (Кыргызстан, 17 сентября 2012) — за большой вклад в укрепление дружбы и сотрудничества, развитие торгово-экономических отношений между Кыргызской Республикой и Российской Федерацией[33][34]
- Орден Дружбы (Армения, 18 марта 2015) — за вклад в развитие экономических связей между Республикой Армения и Российской Федерацией, а также в укрепление дружбы между народами[35]
- Орден Дружбы (Южная Осетия, 23 августа 2018) — за вклад в развитие и укрепление дружественных отношений между народами и в связи с празднованием 10-й годовщины признания Российской Федерацией Республики Южная Осетия в качестве суверенного и независимого государства[36]
- Медаль «За вклад в создание Евразийского экономического союза» 1 степени (8 мая 2015, Высший совет Евразийского экономического союза)[37]
- Медаль «За вклад в развитие Евразийского экономического союза» (29 мая 2019, Высший совет Евразийского экономического союза)[38]
- Почётный профессор Российской таможенной академии (2016)[39]
- Орден святого благоверного великого князя Димитрия Донского III степени (РПЦ, 2012) — в связи с 55-летием со дня рождения[40]
- Патриаршая грамота (РПЦ, 2009) — за участие в возвращении даниловских колоколов из Гарварда в московский Свято-Данилов монастырь[41]
- Почётная грамота Совета Министров Республики Беларусь (15 сентября 2015) — за плодотворную работу на посту Председателя Объединённой коллегии таможенных служб государств — членов Таможенного союза, значительный личный вклад в развитие таможенного регулирования на единой таможенной территории и в Евразийском экономическом союзе[42].
- Грамота Содружества Независимых Государств (3 сентября 2011) — за активную работу по укреплению и развитию Содружества Независимых Государств[43].
- Почётный таможенник Республики Абхазия[44]

### Специальное звание
- Действительный государственный советник таможенной службы РФ